# Dmitrij Mielnikow
Dmitrij Iwanowicz Mielnikow (ros. Дмитрий Иванович Мельников, ur. 1906 we wsi Babino w powiecie Wysznij Wołoczok, zm. w październiku 1956 w Kujbyszewie) – funkcjonariusz NKWD, generał porucznik.

## Życiorys
1916 ukończył szkołę cerkiewną. Początkowo pracował w gospodarstwie ojca, 1919 najemny robotnik rolny, później ponownie pracował w gospodarstwie ojca. Od IX 1926 sekretarz lokalnego komitetu Komsomołu, od XI 1927 zastępca sekretarza wiejskiego komitetu WKP(b). Od X 1928 w OGPU, dowódca oddziału 5 Dywizjonu Wojsk OGPU w Niżnym Nowogrodzie, od I 1931 w kontrwywiadzie wojskowym, od III 1932 pomocnik pełnomocnika operacyjnego, potem pełnomocnik operacyjny Wydziału Specjalnego Politycznego Przedstawicielstwa OGPU/NKWD w Kraju Gorkowskim (obecnie obwód niżnonowogrodzki). od I 1936 cz.p.o. szefa i potem szef 3 Oddziału 5 Wydziału Zarządu Bezpieczeństwa Państwowego (UGB) NKWD obwodu gorkowskiego. Od XI 1937 szef Oddziału 5 Wydziału UGB NKWD obwodu kijowskiego, od V 1938 pracował w kontrwywiadzie, szef 11 Oddziału 3 Wydziału UGB, od VI 1938 szef 8 Wydziału 1 Departamentu NKWD Ukraińskiej SRR, od X 1938 szef Oddziału 7, od IX 1939 Oddziału 4 Wydziału Specjalnego Głównego Zarządu Bezpieczeństwa Państwowego Kijowskiego Specjalnego Okręgu Wojskowego, III 1940 - VI 1941 zastępca szefa Wydziału Specjalnego Głównego Zarządu Bezpieczeństwa Państwowego (od II 1941 Wydziału 3) Specjalnego Północnokaukaskiego Okręgu Wojskowego. 
VI 1941 mianowany starszym komisarzem batalionu, a 10 IX 1941 kapitanem bezpieczeństwa państwowego. 22 VIII - 26 IX 1941 zastępca szefa 1 Oddziału Zarządu Specjalnych Wydziałów NKWD ZSRR, 26 IX - 17 XII 1941 szef Wydziału Specjalnego (OO) NKWD 7 Armii Samodzielnej, 17 XII 1941 - 2 V 1942 szef OO NKWD Frontu Wołchowskiego, 2 V - 25 VI szef OO NKWD Frontu Leningradzkiego, 25 VI 1942 - IV 1943 ponownie szef OO NKWD Frontu Wołchowskiego. Od 26 IX 1941 major, od 26 V 1942 starszy major, od 14 II 1943 komisarz bezpieczeństwa państwowego. IV 1943 - 15 II 1944 szef Zarządu Kontrwywiadu (UKR) Smiersz Frontu Wołchowskiego, 1 III - 30 XII 1944 szef UKR Smiersz Frontu Karelskiego, 30 XII 1944 - 20 IV 1945 szef UKR Smiersz Frontu Rezerwowego, 20 IV - 5 VIII 1945 szef Oddziału Kontrwywiadu (OKR) Smiersz Nadmorskiej Grupy Wojsk 1 Frontu Dalekowschodniego, 5 VIII - 17 XII 1945 szef UKR Smiersz 1 Frontu Dalekowschodniego, 17 XII 1945 - 5 IX 1946 szef OKR Smiersz Nadmorskiego Okręgu Wojskowego (V 1946 OKR Smiersz przemianowano na UKR MGB). 26 V 1943 mianowany generałem majorem, a 25 IX 1944 generałem porucznikiem. 5 IX 1946 - VIII 1949 szef OKR MGB Zachodniosyberyjskiego Okręgu Wojskowego, następnie słuchacz rocznych kursów wyższego dowództwa Wyższej Szkoły MGB ZSRR, po czym powrócił na poprzednie stanowisko (do 28 IV 1953). Od 28 IV 1953 do III 1954 zastępca szefa OKR - OO MWD ZSRR Nadwołżańskiego Okręgu Wojskowego, III 1954 - 9 III 1955 zastępca szefa OO KGB Nadwołżańskiego Okręgu Wojskowego.

## Odznaczenia
- Order Lenina (dwukrotnie - 28 października 1943 i 5 listopada 1954)
- Order Czerwonego Sztandaru (trzykrotnie - 1943, 1945 i 1949)
- Order Wojny Ojczyźnianej I klasy (31 lipca 1944)
- Order Czerwonej Gwiazdy (3 listopada 1944)
- Medal za Zwycięstwo nad Niemcami w Wielkiej Wojnie Ojczyźnianej 1941-1945
- Medal „Za zwycięstwo nad Japonią”
- Odznaka "Honorowy Funkcjonariusz Czeki/OGPU (XV)" (14 sierpnia 1938)

I 4 medale.